# 团圆饭 (2022年电影)
《团圆饭》（英語：Reunion Dinner）是一部2022年新加坡贺岁华语喜剧剧情片。讲述一对即将结婚的情侣，在除夕团圆饭，双方家长要第一次见面，男方因为和妈妈关系不好不相往来，突发奇想找人扮演自己的母亲，并与一班假亲戚进行一场“团圆饭”大计的溫馨搞笑故事。
本片由王冠逸、刘雅瑟、李国煌、向云、郭亮、朱咪咪、朱厚任、迪达思主演。于2022年1月20日起在新加坡农历新年期间上映，1月27日在爱奇艺上线，1月31日除夕在马来西亚上映。
本片由王国燊执导。本片是2022年五部贺岁新马电影的其中一部，其他分别是《女兵外传》（新加坡）、《辣死你妈传人》、《英雄假期》、《姜味关系》（马来西亚）。

## 剧情简介
讲述一起在广告公司工作的情侣李朝阳（王冠逸 饰）与刘子虹（刘雅瑟 饰），到了谈婚论嫁，不过原来二人一直都没见过对方家长。在客户要求下，他们必须在除夕当晚直播自己家的团圆饭来推销客户的产品。过年要见对方家长，朝阳却因和母亲李艳玲（向云 饰）存有隔阂，长年不相往来，也因为母亲的职业是高级‘妈妈桑’而感到羞耻。子虹的父亲会从中国飞来新加坡，岳父驾到，这让朝阳遇到了难题，他为了掩饰一切，突发奇想，请了一群演员来冒充母亲和扮演“假亲戚”，包括母亲的朋友威哥（李国煌 饰）。一场团圆饭，一班假亲戚进行一场“团圆饭”大计，看假亲戚们的混乱助攻，这场家长会面能顺利吗？朝阳又能否修复与母亲破裂的感情？

## 播放平台
| 日期                    | 时间            | 频道                  | 国家     | 备注 |
| ----------------------- | --------------- | --------------------- | -------- | ---- |
| 2025年1月28日（年除夕） | 10:00 - 12:00PM | 八度空间/NJOI 频道148 | 马来西亚 |      |

## 演员列表
- 王冠逸 饰演 李朝阳
- 刘雅瑟 饰演 刘子虹
- 李国煌 饰演 威哥；李艳玲的朋友
- 向云 饰演 李艳玲；李朝阳的妈妈
- 郭亮 饰演 刘兰亭；刘子虹的爸爸
- 朱咪咪 饰演 章爱家
- 朱厚任
- 迪达思 Das DD (Dasa Dharamahsena) 饰演 AK

- 朱哲伟
- 黄晶玲
- 黄家强
- 谢颖威

## 发行
本片是2022年新马贺岁档本地电影。本片由新加坡导演王国燊执导编剧，他的上一部执导作品是2020年电影《男儿王》。
本片是新加坡电影公司Clover Films与爱奇艺联合制作四部中文电影计划的第一部，于2021年7月完成拍摄。
本片由新加坡演员王冠逸、中国女演员刘雅瑟领衔主演，新加坡知名艺人李国煌、向云、郭亮、朱厚任、马来西亚資深艺人朱咪咪、以及印裔艺人Das DD主演，朱哲伟、黄晶玲、黄家强、谢颖威特别演出。

## 外部連結
- 豆瓣电影上《团圆饭》的資料 （简体中文）
- 查找上映地点和时间表：马来西亚 （页面存档备份，存于） and 新加坡 （页面存档备份，存于）